# Sant Bartomeu del Grau
Sant Bartomeu del Grau – gmina w Hiszpanii, w prowincji Barcelona, w Katalonii, o powierzchni 34,78 km². W 2011 roku gmina liczyła 908 mieszkańców.